# Фария да Силва, Жеовани
Жеовани Фария да Силва, также известный как Жеовани Силва или просто Жеовани (род. 6 апреля 1964 года в Витории) — бразильский футболист, выступавший на позиции полузащитника.

## Биография
Он начал свою карьеру в 16 лет в «Деспортива Ферровиария». В 1983 году его купили в «Васко да Гама», где он провёл значительную часть карьеры, играя вместе с такими партнёрами, как Ромарио и Роберто Динамит. Он представлял Бразилию на молодёжном чемпионате мира 1983 года, где стал лучшим бомбардиром, а также был признан лучшим игроком турнира. Он забил единственный гол в финале, где Бразилия с минимальным счётом победила Аргентину.
С мая 1985 года по сентябрь 1991 года он сыграл 24 матча за основную сборную и был в составе сборной Бразилии на летних Олимпийских играх 1988 года, завоевав серебряную медаль. Он также вместе со сборной выиграл Кубок Америки 1989 года. Однако Жеовани так и не сыграл за Бразилию на чемпионате мира.
С 1989 по 1991 год он играл в Европе: сначала его купила «Болонья» за 9 миллиардов лир, но он так и не оправдал ожидания, сам Жеовани заявил, что не сработался с тренером Луиджи Майфреди; затем был переход в «Карлсруэ». В итоге он вернулся в «Васко да Гама». До конца своей карьеры он играл в менее известных бразильских клубах, проведя также один сезон в Мексике за «УАНЛ Тигрес». Он закончил свою карьеру в 2002 году.
В 2006 году у него была диагностирована полинейропатия, в том же году он был избран депутатом штата Эспириту-Санту.